# Sophie Adlersparre
Carin Sophie Adlersparre, de soltera Leijonhufvud, (Helgerum, Västrum, provincia de Kalmar, 6 de julio de 1823 – Ström, 27 de junio de 1895) fue una de las pioneras suecas del movimiento por los derechos de la mujer del siglo XIX en Suecia. Fue la fundadora y editora de la primera revista para mujeres publicada en Escandinavia, "Revista para el hogar" (Tidskrift för hemmet) entre los años 1859 y 1885; cofundadora de "Asociación de Amigos de la Artesanía" (Handarbetets vänner) entre los años 1874 y 1887 y fundadora de la Asociación Fredrika Bremer (Fredrika-Bremer-förbundet) en 1884; además de ser una de las dos primeras mujeres en ser miembro de un comité estatal en Suecia, en 1885. También es conocida por el pseudónimo "Esselde".

## Vida
Sophie Adlersparre fue la hija del matrimonio formado por el teniente coronel y barón Erik Gabriel Knutsson Leijonhufvud y Sofie Emerentia Hoppenstedt. Recibió una educación privada en casa y pasó dos años en una escuela de élite, la Bjurströmska pensionen, en Estocolmo.  En 1869 contrajo matrimonio con el noble y Comandante Axel Adlersparre (1812–1879) y se convirtió en la madrastra de sus cinco hijos. Se considera que su marido fue un apoyo en el trabajo de Adlersparre por la reforma social.
Sophie Adlersparre fue admiradora de la autora feminista Fredrika Bremer y se implicó en el movimiento a través de su amistad con Rosalie Ross, quien había regresado a Suecia en 1857 con interés por los derechos de las mujeres, tras pasar varios años en los Estados Unidos. Durante esa época existió en Suecia un debate público sobre los derechos de las mujeres provocado por la novela de 1856 Hertha, de Fredrika Bremer. El debate condujo a la abolición de la tutela de las no casadas y a la concesión de mayoría legal a las mujeres (1858–1863), además de a la creación del primero colegio estatal para mujeres, el Seminario Real Avanzado de Profesoras (Hungliga Högre Lärarinneseminariet), en 1861.

### Tidskrift för hemmet
En 1859 Sophie Adlersparre y Rosalie Roos fundaron "Revista para el hogar" (Tidskrift för hemmet), la primera revista para mujeres en Escandinavia, con la ayuda financiera de Fredrika Limnell, propietaria de un salón literario. Fue la primera plataforma regular para el debate sobre los derechos de la mujer, los roles de género y el feminismo en Suecia, y resultó en un éxito inmediato.  Adlersparre y Ross compartieron el puesto de editora jefe hasta 1868, año en el que Ross se retiró. Como periodista, Adlersparre ganó fama con su alias "Esselde". En 1886, Tidskrift för hemmet fue cancelada y reemplazada por una nueva revista del mismo género, Dagny. Adlersparre trabajó como editora jefe en esta desde 1886 hasta 1888, aunque continuó colaborando hasta 1894.

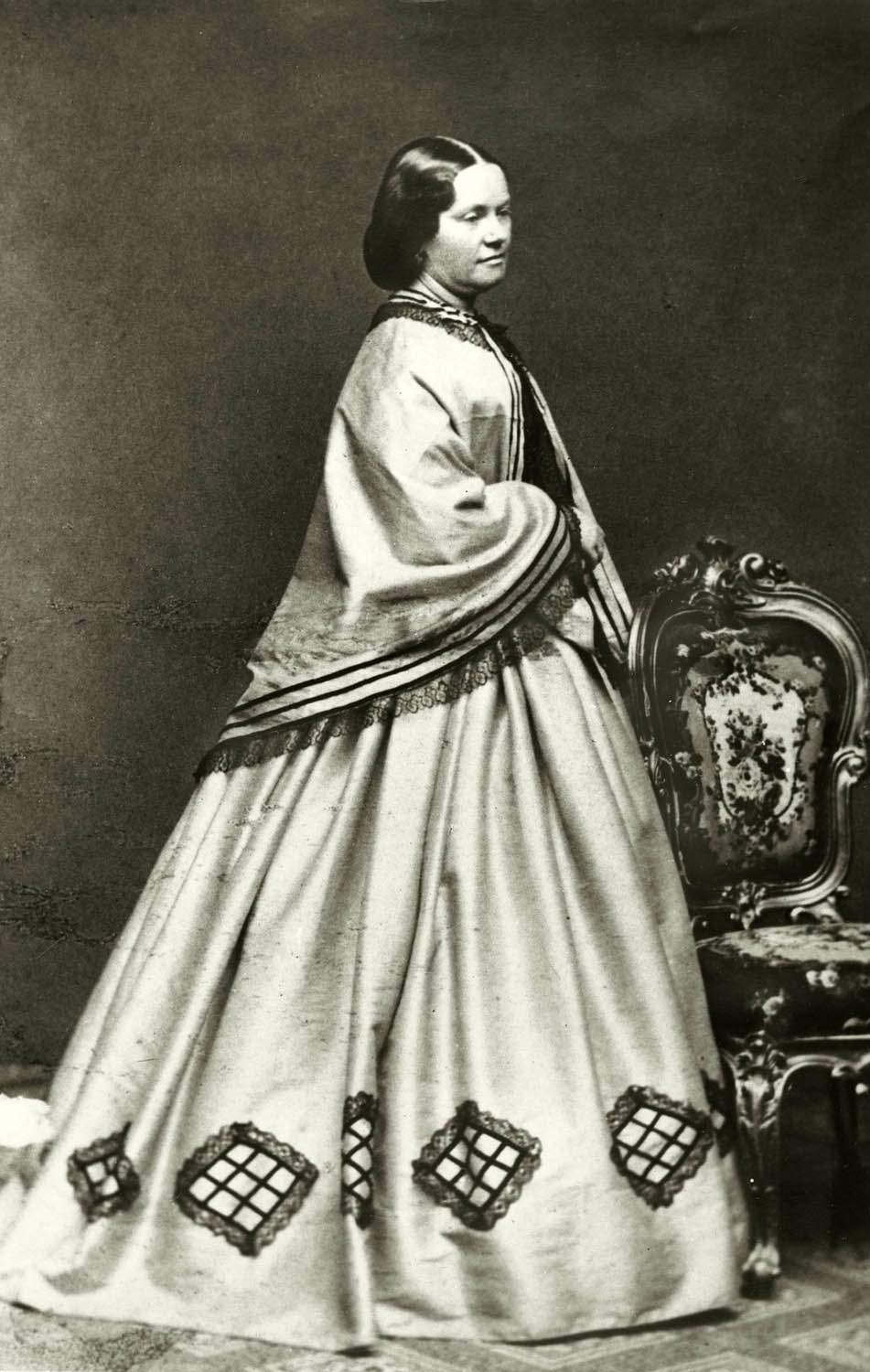
Sophie Adlersparre, fotografiada por Bertha Valerius en 1865.

### Feminismo
Sophie Adlersparre no se centró en el sufragio femenino, aunque en 1862 las mujeres consiguieron el voto municipal en Suecia. El principal objetivo de Adlersparre y el activismo social mostrado en su revista fue el acceso de las mujeres a la educación y al empleo, lo que les permitiría una independencia financiera. Como ella misma declaró: «Las mujeres necesitan trabajo, y el trabajo necesita a las mujeres».
En 1862 comenzó a organizar clases nocturnas para mujeres, para prepararlas como profesionales. En 1863 fundó una agencia secretarial que más tarde se convertiría en una exitosa agencia de empleo. En 1864, inspirada por su futura cuñada, Sofia Adlersparre, solicitó al parlamento sueco que permitiera a las mujeres estudiar en la Real Academia Sueca de las Artes con las mismas condiciones que los hombres. La demanda de Sophie Adlersparre llevó a un debate en el parlamento y, finalmente, en 1864, a la reforma que haría realidad la solicitud.
En 1866 cofundó la Sala de Lectura de Estocolmo (Stockholms läsesalong), que se convertiría en una biblioteca para mujeres y que trabajó para aumentar el acceso de la mujer a la educación y el empleo.  La meta de Adlersparre con este tipo de bibliotecas fue «para la continuación del autoaprendizaje y por una visión mayor y más amplia de la vida».[cita requerida]
Su interés por la educación de la mujer no se había visto motivado únicamente por su deseo de ver a las mujeres activas profesionalmente, sino también por el de que fueran activas en la sociedad. En sus propias palabras: «Cuanto más deseamos y más esperamos de la participación femenina en la reforma de la sociedad, más importante es que este trabajo esté bien preparado». Durante esta época se introducirían muchas de las reformas para la educación de la mujer. Tras la reforma del Comité de Escuelas para Chicas de 1866 (Flickskolekommittén 1866), se concedió el acceso a las mujeres a la educación universitaria (1870-1873) y el estado comenzó a prestar ayudas a las escuelas de educación secundaria para mujeres (1874). Entre los años 1885 y 1887 Adlersparre fue miembro del Flickskolekommittén de 1885, al cual fue asignada por el gobierno para la investigación y la sugerencia de reformas para el sistema educativo femenino.  Este sería el primer comité estatal en Suecia en contar con dos mujeres como miembros: Sophie Adlersparre y Hilda Caselli.

### Otros trabajos
Entre los años 1864 y 1865 Adlersparre participó en la fundación de la Cruz Roja de Suecia.
En 1874 fundó, junto a Hanna Winge, la Asociación de Amigos de la Artesanía (Handarbetets vänner), y ejerció como presidenta hasta el año 1887. El propósito de esta organización era el de aumentar la calidad y por lo tanto el estatus del trabajo artesanal de las mujeres, que en aquella época era una fuente de ingresos muy importante para las mujeres autónomas.
Sophie Adlersparre se involucró en la escena literaria del país. Admiraba a Viktoria Benedictsson y aportó apoyo financiero a Selma Lagerlöf. Durante los últimos años de su vida, trabajó en una biografía de Fredrika Bremer, la cual no sería capaz de terminar.

### Asociación Fredrika Bremer
Sophie Adlersparre es posiblemente más conocida por ser la fundadora en 1884 de la Asociación Fredrika Bremer (Fredrika-Bremer-Förbundet, por sus siglas en sueco, FBF), la primera organización por los derechos de la mujer en Suecia, y que porta el nombre de la autora feminista Fredrika Bremer. Formalmente fue Hans Hildebrand, defensor de los derechos de la mujer, quien fue nombrado presidente oficial de la FBF, ya que Adlersparre opinaba que la asociación sería tomada más en serio si estaba dirigida por un hombre. Sin embargo, fue Adlersparre la que ejerció como presidenta de facto hasta su muerte en 1895, tras la cual Agda Montelius sería su sucesora.  Adlersparre creía que era importante que los hombres formaran parte de la lucha por la igualdad y, junto a mujeres como Ellen Anckarsvärd, sucesora de Adlersparre en el movimiento por los derechos de al mujer; Ellen Fries, Gertrud Adelborg y Fredrika Limnell, dieron la bienvenida a la asociación a hombres como Hans Hildebrand y Gustav Sjöberg.  El propósito de la organización era el de «trabajar por un progreso saludable y tranquilo en la elevación de la mujer a nivel moral e intelectual, así como social y económico». Una de las funciones del FBF era la de ofrecer becas, organizadas por Mathilda Silow.

### Reconocimientos
Sophie Adlersparre recibió la medalla Illis Quorum Meruere Labores en 1895 por sus contribuciones a la sociedad sueca..